# Blypotehus imitans
Blypotehus imitans är en skalbaggsart som först beskrevs av Lewis 1891.  Blypotehus imitans ingår i släktet Blypotehus och familjen stumpbaggar. Inga underarter finns listade i Catalogue of Life.